# Гальярдо, Джованни Баттиста
Джова́нни Батти́ста Галья́рдо, также Джова́н Батти́ста и Джовамбатти́ста (итал. Giovanni Battista Gagliardo, Giovan Battista, Giovambattista; 23 января 1758, Таранто, Неаполитанское королевство — 1823, Неаполь, Королевство обеих Сицилий) — итальянский священник, агроном и общественный деятель.

## Биография
Родился в состоятельной тарантской семье 23 января 1758 года. Его отец, Доменико Гаэтано Гальярди, был адвокатом и крупным землевладельцем из Таранто, а мать, Виттория Гримальди, была родом из Неаполя. Несмотря на волю отца, который хотел, чтобы Джованни Баттиста пошёл по семейным стопам и стал юристом, решил стать священником. Окончил Тарантскую семинарию, затем — иезуитский коллегиум в Лечче. Также по настоянию отца брал частные уроки физики и философии у доктора Винченцо Приччи в Таранто.
В 1780 году был поставлен в суддиаконы, а вскоре после этого — был пострижен в священники и получил приход, ставший под его руководством образцовым. Одновременно со священнической деятельностью заинтересовался агрономией, изучению которой посвятил всю свою жизнь. В 1786 году, после смерти отца вернулся в Таранто, чтобы взять на себя управление семейными финансовыми делами. Был членом созданной Джузеппе Капечеллатро Архиепископской академии в Таранто и Академии Спекулатори в Лечче. По его настоянию в Тарантской академии в курс обучения будущих священников была добавлена такая дисциплина, как сельское хозяйство, а сам Гальярдо возглавил соответствующую кафедру. Позднее из Таранто переехал в Неаполь, где познакомился со многими выдающимися учёными своей эпохи и написал несколько научных трудов, посвящённых сельскому хозяйству.
После начала Французской революции и последовавших вслед за ней войн на территории Италии снова переехал в Таранто. В результате временного падения режима неаполитанского короля Фердинанда IV в 1799 году, 8 февраля в Таранто была провозглашена независимая революционная республика и на следующий день Гальярдо был избран одним из её депутатов. Республика просуществовала всего один месяц, после чего Гальярдо пришлось бежать из родного города. Он был арестован в Неаполе, судим и приговорён к изгнанию, после чего отправился сперва в Марсель, а в 1800 году в Милан, где оставался в течение семи лет. 
В 1806 году Фердинанд IV был в очередной раз смещён со своего престола; его место сперва занял Жозеф Бонапарт, а затем — французский маршал Иоахим Мюрат. Политические эмигранты получили возможность вернуться на родину, и в 1807 году Гальярдо вернулся в Неаполь, где получил должность генерального директора по сельскому хозяйству и королевской собственности Королевства обеих Сицилий. Джованни Баттиста Гальярдо был среди двенадцати учёных, возродивших ликвидированную в 1543 году Академию Понтаниану, и в течение некоторого времени в 1809 году занимал должность её президента. В 1811 году Гальярдо опубликовал сочинение под названием «Топографическое описание Таранто», в котором подробно описал географию, население, язык, культуру и экономику своего родного города. В 1812 году он был назначен генеральным инспектором вод и лесов.
В 1815 году, после Реставрации Бурбонов и возвращения на неаполитанский престол Фердинанда IV, Гальярдо был вынужден оставить все общественные должности и посвятил себя научной работе. С 1819 по 1821 год он опубликовал десятитомник под названием «Анналы итальянского сельского хозяйства». Джованни Баттиста Гальярдо скончался в Неаполе в 1823 году.

## Сочинения
- 1791 — Istituzioni teorico-pratiche di agricoltura (с итал. — «Теоретическая и практическая организация сельского хозяйства»)
- 1793 — Catechismo di agricoltura (с итал. — «Катехизис сельского хозяйства»)
- 1796 — Vocabolario agronomico italiano (с итал. — «Итальянский сельскохозяйственный словарь»)
- 1811 — Descrizione topagrafica di Taranto (с итал. — «Топографическое описание Таранто»)
- 1819—1821 — Annali della agricoltura italiana, in 10 volumi (с итал. — «Анналы итальянского сельского хозяйства», в 10 томах)